# Adelheidstraße 11 (Quedlinburg)

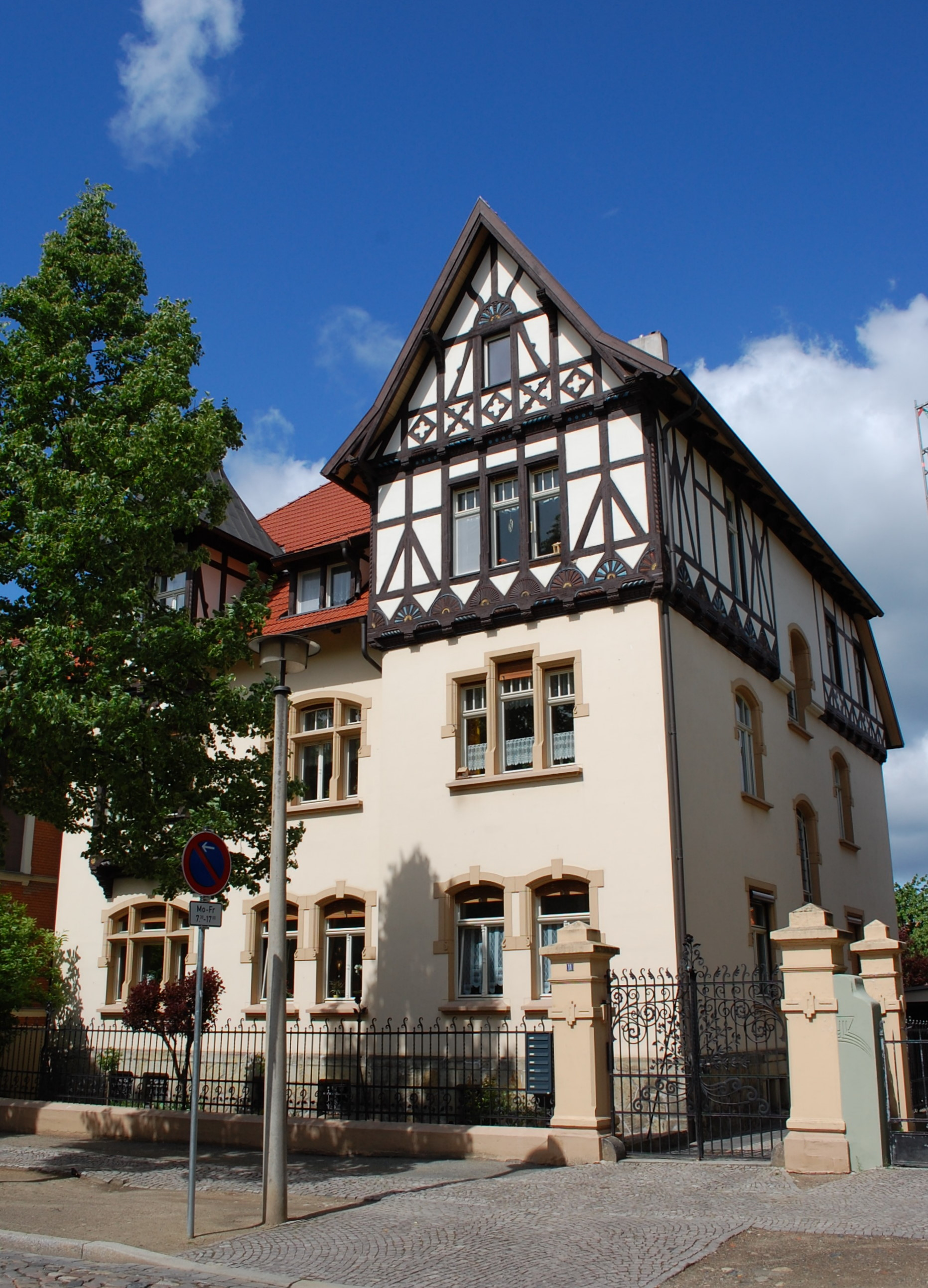
Adelheidstraße 11

Das Haus Adelheidstraße 11 ist eine denkmalgeschützte Villa in der Stadt Quedlinburg in Sachsen-Anhalt.

## Architektur und Geschichte
Die Villa wurde 1902 in historistischen Stil gebaut. Bauherr war der Kaufmann Richard Gilardon, die Bauausführung oblag dem Bauunternehmen Robert Riefenstahl Nachfolger. Das in einem Erker und in einem zweietagigen Giebel in Fachwerkbauweise errichtete Gebäude zeigt Fachwerkmotive der niedersächsischen Fachwerktradition. Die unteren Brüstungsfelder des Giebels verfügen über mit Fächerrosetten verzierte Fußwinkelhölzer. In den oben gelegenen Feldern des Giebels finden sich Andreaskreuze und Karos. Die Streben sind dabei zum Teil leicht geschweift und verfügen über Nasen, wodurch ein reicheres Erscheinungsbild entsteht. Die Fachwerkstockwerke kragen jeweils etwas über. An den Balkenköpfen sind walzenförmigen Verzierungen angebracht. Dazwischen befinden sich profilierte Füllhölzer. An der Stockschwelle sind Schiffskehlen eingearbeitet, in denen sich Taustäbe befinden. Taustäbe zieren auch die Eckständer. 
Unter Denkmalschutz steht auch die Einzäunung des Vorgartens mit Pfeilern und schmiedeeisernen Zaunfeldern.